# Parafia Opatrzności Bożej w Strzelcach Wielkich
Parafia Opatrzności Bożej w Strzelcach Wielkich – parafia rzymskokatolicka w Strzelcach Wielkich. Należy do dekanatu Brzeźnica nad Wartą archidiecezji częstochowskiej. Została utworzona w 1957 roku. Parafię prowadzą księża diecezjalni.